# Цитозин
Цитозинът (C) е една от четирите бази участващи в изграждането на нуклеиновите киселини ДНК и РНК. Останалите три са аденин, гуанин и тимин (урацил в РНК). Цитозинът е пиримидиново производно, хетероциклено ароматно съединение с две замествания (аминова група на 4-та позиция и кето група на позиция две). Нуклеозидът на цитозина се нарича цитидин. Той се свързва с гуанин посредством с три водородни връзки в молекулата на ДНК.